# Adnan Zahirović
Adnan Zahirović (* 23. März 1990 in Banja Luka, SFR Jugoslawien) ist ein bosnisch-herzegowinischer Fußballspieler.

## Karriere

### Verein
In Bosnien und Herzegowina begann er bei NK Čelik Zenica mit dem Profifußball. 2011 wechselte Zahirović nach Russland zu Spartak Naltschik, dort musste er mit dem Verein jedoch in der Premjer-Liga 2011/12 den Abstieg hinnehmen. Nach einem kurzen Abstecher nach Weißrussland zu FK Dinamo Minsk steht er seit Juli 2013 beim VfL Bochum unter Vertrag, den er nach dem Vertragsende 2015 wieder verließ. Daraufhin schloss er sich dem israelischen Erstligisten Hapoel Akko an, den er jedoch bereits im Februar nach nur 20 Spielen in der Ligat HaAl wieder verließ. Aktuell steht er beim SV Neresheim, einem Härtsfelder Landesligisten, unter Vertrag.

### Nationalmannschaft
2010 gab er sein Länderspieldebüt für die Nationalmannschaft von Bosnien und Herzegowina. Er bestritt bislang 20 Auswahlspiele, sein bislang letztes Länderspiel für die bosnische Nationalmannschaft absolvierte Zahirovic am 13. Oktober 2013 beim 1:0–Sieg seiner Auswahl gegen Litauen, bei dem er 19 Minuten auf dem Platz stand.